# آی‌ان‌اس بئاس (اف۳۷)
آی‌ان‌اس بئاس (اف۳۷) (به انگلیسی: INS Beas (F37)) یک کشتی است که طول آن 126.4 m می‌باشد.